# Henri III de Grandpré
Henri III de Grandpré, surnommé Walfard ou Wafflart, né vers 1150 et mort en 1211 est comte de Grandpré. Il est le fils de Henri II de Grandpré, comte de Grandpré, et de son épouse Liutgard de Luxembourg.

## Biographie
À la mort de son père Henri II de Grandpré vers 1189, il lui succède en tant que comte de Grandpré tandis que son frère puîné Robert de Grandpré effectue une carrière ecclésiastique où il devient évêque de Châlons en 1208.
En 1203, il conclut un accord avec la comtesse-régente Blanche concernant Saint-Jean-sur-Tourbe dans lequel le château reste à la comtesse tandis que le bourg revient au comte de Grandpré.
En 1209, il fonde une chapellenie dans son château de Hans.
En 1211, il participe à la croisade des albigeois, lors de laquelle il meurt cette même année sous les murs de Carcassonne. Son corps est alors ramené sur ses terres et il est inhumé à l'abbaye de Belval. C'est son fils aîné Henri IV qui lui succède dans son titre de comte de Grandpré.

## Mariage et enfants
Entre 1188 et 1191, il épouse en premières noces Mélisende (ou Agnès ou encore Isabelle) de Coucy, veuve de Raoul Ier, comte de Roucy, fille de Raoul Ier, seigneur de Coucy, et de son épouse Agnès de Hainaut, avec qui il a deux enfants, :
- Henri IV de Grandpré, qui succède à son père comme comte de Grandpré ;
- Yolande de Grandpré, qui épouse Raoul de Nesle, comte de Soissons, d'où postérité.

Veuf, il épouse en secondes noces Ada d'Avesnes, fille de Jacques Ier, seigneur d'Avesnes, et de son épouse Adeline de Guise 
- Jacques de Grandpré, qui devient seigneur de Hans ;
- Geoffroy de Grandpré, qui devient évêque de Châlons en 1237 jusqu'à sa mort en 1248 ;
- au moins une fille qui devient religieuse.

Devenue veuve, Ada d'Avesnes épouse en secondes noces Raoul de Nesle, comte de Soissons, avec qui elle a d'autres enfants.